# 佐藤研一郎

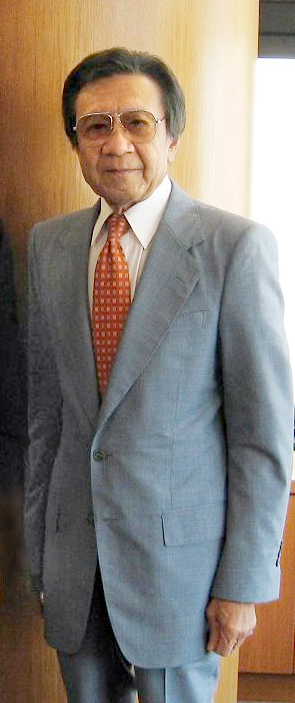
佐藤研一郎(2007年撮影)

佐藤 研一郎（さとう けんいちろう、1931年3月8日 - 2020年1月15日）は、日本の実業家、技術者。ローム株式会社創業者。ローム ミュージック ファンデーション理事長。

## 経歴
東京都出身。父親は新交響楽団（現・NHK交響楽団）のバイオリニスト、母親も琴を趣味としていたことから、6歳からピアノを習い、プロのピアニストを目指していた。立命館高等学校、立命館大学理工学部卒業。
1954年（昭和29年）、立命館大学在学中に開発した超小型抵抗器の特許を元に、京都西陣に東洋電具製作所を創業。1958年（昭和33年）に株式会社に組織変更。1981年（昭和56年）、社名をローム株式会社に変更。一代でロームを世界的な電子部品メーカーに育て上げる。
母校への愛校心が強く、立命館大学ローム記念館の開設など多額の出資を行った。2005年（平成17年）、立命館小学校こども顧問委員に就任。
2010年（平成22年）3月31日をもって、1958年以来52年間にわたり勤めてきたローム取締役社長の座を退き、名誉会長となった。
2013年、立命館大学より博士（経営学）を授与される。
2016年（平成28年）6月29日に開催された第58期定時株主総会において、取締役に復帰した。
2020年（令和2年）1月15日、京都市内で死去（88歳）。

## 人物
- 父親が交響楽団でコンサートマスター(バイオリン)をしていたため、子供の頃は音楽家志望だった。大学1年生のときにピアノコンクールに出場し、準優勝に終わったことで音楽家の道を諦めた。1991年（平成3年）、若手音楽家を支援する目的でローム ミュージック ファンデーションを設立した。小澤征爾音楽塾の立ち上げにも全面的な援助を行った。
- マスコミ嫌いでインタビューも滅多に応じず、決算発表や入社式にも顔を見せなかった[7]。ただし音楽関係のインタビューにはしばしば応じていた。